# The Funk Brothers
The Funk Brothers est le nom d'un groupe de musiciens de studio de Détroit (Michigan) qui a participé à l'enregistrement de la plupart des albums du label Motown entre 1959 et 1972, date à laquelle la Motown s'est établie à Los Angeles (Californie). 
Les Funk Brothers apparaissent sur de nombreux hits Motown, comme My Girl, I Heard It Through the Grapevine, Baby Love, Signed, Sealed, Delivered I'm Yours, Papa Was a Rollin' Stone, The Tears of a Clown, et (Love is Like a) Heat Wave. 
En 2002, le documentaire de Paul Justman Standing in the shadows of Motown (Motown : la véritable histoire) retrace l'épopée du groupe, d'après le livre homonyme d'Allan Slutsky. Dès le début, le film annonce la couleur : « les Funk Brothers ont joué sur plus de hits n°1 que les Beatles, Elvis, les Rolling Stones et les Beach Boys réunis ».

## Histoire

### Membres
La toute première formation regroupe son leader Joe Hunter, Earl Van Dyke (piano), James Jamerson (basse), William Benny Benjamin et Richard Pistol Allen (batterie), Robert White, Eddie Willis et Joe Messina (guitare), Jack Ashford et Eddie "Bongo" Brown (percussions), Jack Brokensha (vibes, marimba). Hunter quitte le groupe en 1964. Il est remplacé aux claviers par Johnny Griffith et à la tête de la formation par Van Dyke. C'est à cette époque qu'un troisième batteur rejoint le groupe, Uriel Jones.
En 1967, les guitaristes Dennis Coffey et Melvin "Wah-Wah Watson" Ragin (l'initiateur de la pédale wah-wah qui marquera les productions de soul psychédélique de la Motown) rejoignent le groupe. Benny Benjamin meurt en 1969. Bob Babbitt commence à remplacer James Jamerson sur plusieurs enregistrements. Les Funk Brothers sont pour la plupart afroaméricains ; Messina, Brokensha, Babbitt, et Coffey, eux, sont blancs.

### Ce que les Funk Brothers nous ont légué
Jusqu'à la sortie du documentaire, les membres du groupe étaient peu connus, malgré leur participation aux grands hits Motown. En réalité, les musiciens studio de la Motown n'ont pas été reconnus avant le What's Going On de Marvin Gaye en 1971, bien qu'Earl Van Dyke ait déjà enregistré plusieurs titres et albums. Les Funk Brothers avaient en fait déjà été mis en avant aux côtés de Van Dyke en tant qu'Earl Van Dyke & the Soul Brothers, car le directeur de la Motown de l'époque, Berry Gordy Jr, jugeait le mot « funk » péjoratif.
Le groupe s'est montré très innovant au cours des enregistrements. Par exemple, la plupart des performances se déroulaient avec deux batteurs (jouant la même chose ou se répartissant les morceaux) - I Heard It Through the Grapevine, de Marvin Gaye, a été enregistré avec trois batteurs.
Bon nombre de titres font appel à des instruments — percussions notamment — inhabituels en soul music. Van Dyke n'hésite pas à jouer du piano-jouet pour It's Growing des Temptations ; des chaînes à neige ont été utilisées en tant que percussions sur Nowhere to Run de Martha & the Vandellas ; un oscillateur sur mesure a été fabriqué pour créer les sons accompagnant Diana Ross and The Supremes sur Reflections ; un démonte-pneu a été utilisé sur Dancing in the Street de Martha and The Vandellas.

### La fin
À la fin des années 1960, moins d'un enregistrement sur cinq recourt aux musiciens de Motown basés à Los Angeles, qui ne jouent que des reprises et autres hommages en marge des hits. Au début des années 1970, la contribution des musiciens de Los Angeles se fait de plus en plus grande, notamment dans tous les tubes des Jackson Five. Néanmoins, quelques producteurs Motown tels que Norman Whitfield, Frank Wilson, Marvin Gaye ou Smokey Robinson continuent à enregistrer à Détroit aussi longtemps qu'ils le peuvent.
En 1972, Berry Gordy déplace le siège de la Motown à Los Angeles. Les Funk Brothers sont remerciés. Quelques-uns des membres, dont Jamerson, s'établissent à Los Angeles, mais n'y trouvent pas d'environnement propice. Jamerson meurt en 1983, Brown en 1984, Van Dyke en 1992, White en 1994, Allen et Griffith en 2002, puis Hunter en 2007 et Babbit en 2012.

## Récompenses
Les Funk Brothers ont reçu trois Grammy awards :
- le Lifetime Achievement Award en 2004
- le Best Traditional R&B Performance pour "What's Going On" avec Chaka Khan en 2002
- le Best Compilation Soundtrack Album For A Motion Picture, Television Or Other Visual Media pour Standing in the Shadows of Motown en 2002

Le bassiste James Jamerson a été intronisé au Rock and Roll Hall of Fame en 2000, et le batteur Benny Benjamin en 2003. En 2003, les membres survivants ont été conviés à la Maison-Blanche pour rencontrer le Président George W. Bush, le secrétaire d'État Colin Powell et le chef de la sécurité Condoleezza Rice, à l'occasion du Black History Month.

## Membres
Ces données sont basées sur les recherches d'Allan Slutsky, avec de légères corrections.

### Détroit
| - Claviers: - Joe Hunter (leader, 1959–1964) - Earl Van Dyke (leader, 1964–1972) - Richard "Popcorn" Wylie (1959–1962) - Johnny Griffith (1963–1972) - Johnny Gittens (1963–1967) - Ted Sheely (1963–1967) - Guitare: - Robert White (1959–1972) - Eddie "Chank" Willis (1959–1972) - Joe Messina (1959–1972) - Larry Veeder (1959–1962) - Dave Hamilton (1959–1962) - Marvin Tarplin (1961–1972, guitare studio/tournée de Smokey Robinson & the Miracles) - Cornelius Grant (1963–1972, leader et guitariste de The Temptations) - Dennis Coffey (1967–1972) - Melvin "Wah Wah Watson" Ragin (1968–1972) - Ray Parker - Ray Monette - Basse: - James Jamerson (1959–1972) - Clarence Isabell (1959–1962) - Tony Newton (1963–1967) - Bob Babbitt (1967–1972) - Eddie Watkins (1968–1972) - Tweed Beard - Joe Williams - Michael Henderson - Joe James - Batterie: - William "Benny" Benjamin (1959–1969) - Richard "Pistol" Allen (1959–1972) - George McGregor (1959–1962) - Clifford Mack (1959–1962) - Marvin Gaye (1959–1962) - Uriel Jones (1963–1972) - Frederick Waites (1963–1967) - Andrew Smith (1968–1972) | - Percussions: - Jack Ashford (1959–1972, tambourin) - Eddie "Bongo" Brown (1959–1972, divers) - Vibes: - Jack Ashford (1959–1972) - Dave Hamilton (1959–1962) - James Gittens (1959–1962) - Jack Brokensha (1963–1972) - Trompettes: - Herbie Williams, John "Little John" Wilson, Marcus Belgrave, Russell Conway, Johnny Trudell, Floyd Jones, Maurice Davis, Billy Horner, Don Slaughter, Eddie Jones - Saxophones: - Henry "Hank" Cosby, Andrew "Mike" Terry, Norris Patterson, Thomas "Beans" Bowles, Teddy Buckner, Ronnie Wakefield, "Lefty" Edwards, Eli Fontaine, Ernie Rodgers, Kasuka Malia, Eugene "BeeBee" Moore, William "Wild Bill" Moore, Angelo Carlisi, Dan Turner, Bernie Peacock, Larry Nozero, Lanny Austin - Trombones: - Bob Cousar, George Bohanon, Paul Riser, George Bohanon, Jimmy Wilkens, Don White, Carl Raetz, Patrick Lanier, Bill Johnson, Ed Gooch - Flute: - Dayna Hartwick - Cordes: - Gordon Staples et la section cordes du Detroit Symphony Orchestra |

### Los Angeles
Plusieurs de ces musiciens étaient membres de The Wrecking Crew, un collectif de musiciens studio
| - Claviers : - Mike Rubini - Joe Sample - Clarence McDonald - Don Randi - Larry Knechtel - Guitare : - Arthur Wright - David T. Walker - Tommy Tedesco - Louie Shelton - Adolph Green - Weldon T. Parks - Basse : - Wilton Felder - Carol Kaye - Bill Pitman - Jacob Aaron Greenberg - Ron Brown | - Batterie : - Earl Palmer - Jacob Greenberg - Gene Pello - Paul Humphreys - Percussions : - Gary Coleman - Bobbye Porter - King Errisson - Joe Clayton - Sandra Crouch - Jerry Steinholtz - Emil Richards |

### Arrangeurs
- Détroit : Paul Riser, Willie Shorter, Dave Van DePitte, Wade Marcus, Johnny Allen, Gil Askey, Ernie Wilkins, Jerry Long, Henry "Hank" Cosby, Slide Hampton et H. B. Barnum
- Los Angeles : Gene Page, James Carmichael, and Arthur Wright